# Marco Antonio Bazán
Marco Antonio Bazán Morais-Rosado (La Algaba, provincia de Sevilla, 8 de septiembre de 1970-ibídem, 24 de abril de 2014) fue un futbolista español que jugaba en la demarcación de centrocampista.

## Biografía
En 1994 debutó con el CD Isla Cristina, club de Huelva donde permaneció durante una temporada. En 1995 fichó por el RC Recreativo de Huelva, de la mano de Manolo Villanova y posteriormente de Joaquín Caparrós, por dos años, dejando el club en 1997 y fichando por la UD Almería. Con el club debutó en la Copa del Rey en un partido contra el Real Jaén CF, jugando el partido de ida, aunque quedando eliminado tras el segundo partido en la primera ronda. Tras marcar dos goles y haber jugado 31 partidos con el club, se fue traspasado al Écija Balompié. Tras un año fichó por el Coria CF, donde jugó 28 partidos. Además jugó dos partidos de la Copa del Rey, quedando eliminado en la segunda ronda de la competición. Finalmente en el año 2000 se retiró como futbolista.
El 24 de abril de 2014 falleció en La Algaba, Sevilla a los 43 años de edad tras una larga enfermedad.

## Clubes
| Club                    | País   | Año         | Partidos | Goles |
| ----------------------- | ------ | ----------- | -------- | ----- |
| CD Isla Cristina        | España | 1994 - 1995 | ¿?       | ¿?    |
| RC Recreativo de Huelva | España | 1995 - 1997 | 63       | 4     |
| UD Almería              | España | 1997 - 1998 | 31       | 2     |
| Écija Balompié          | España | 1998 - 1999 | 13       | 0     |
| Coria CF                | España | 1999 - 2000 | 28       | 0     |